# Cárdenas, La Rioja
Cárdenas, La Rioja tỉnh và cộng đồng tự trị La Rioja, phía bắc Tây Ban Nha. Đô thị này có diện tích là 3,98 ki-lô-mét vuông, dân số năm 2009 là 178 người với mật độ 44,72 người/km². Đô thị này có cự ly 32 km so với Logroño.